# 846 Naval Air Squadron
846ème Escadron aéronaval
Le 846 Naval Air Squadron ou 846 NAS est un escadron aéronaval du Fleet Air Arm de la Royal Navy. Il est basé à la Royal Naval Air Station Yeovilton (RNAS Yeovilton) dans le Somerset. L'escadron a été formé en 1943, dissout plusieurs fois et reformé nouvellement en 2014.
Entre décembre 1979 et l'été 2013, le 846 Naval Air Squadron a exploité l' hélicoptère Westland Sea King HC4 pour fournir un soutien au transport de troupes et au levage de charge à la 3 Commando Brigade des Royal Marines. À l'été 2013 l'escadron et son personnel, ses bâtiments et son équipement ont été fusionnés au sein du 845 Naval Air Squadron.
L'escadron a été recréé le 30 septembre 2014 avec l'Merlin HC4 et il détient maintenant le rôle de vol de conversion opérationnelle et de lutte contre le terrorisme maritime.

## Historique

### Seconde Guerre mondiale
Le 846 NAS a été créé en avril 1943 à la Quonset Point Air National Guard Station. Il était équipé de 12 bombardiers torpilleurs Grumman Avenger I. L'escadron embarqua sur le porte-avions d'escorte HMS Ravager et fut transféré au Royaume-Uni. Avant d'être affecté au HMS Tracker (D24) (en) en janvier 1944, quatre chasseurs Grumman Wildcat V sont ajoutés au 846 NAS. Le HMS Tracker fut d'abord affecté aux convois allant à Gibraltar, puis à Mourmansk. Lors de ce dernier voyage, des avions du 846 NAS ont attaqué huit U-Boats allemands.

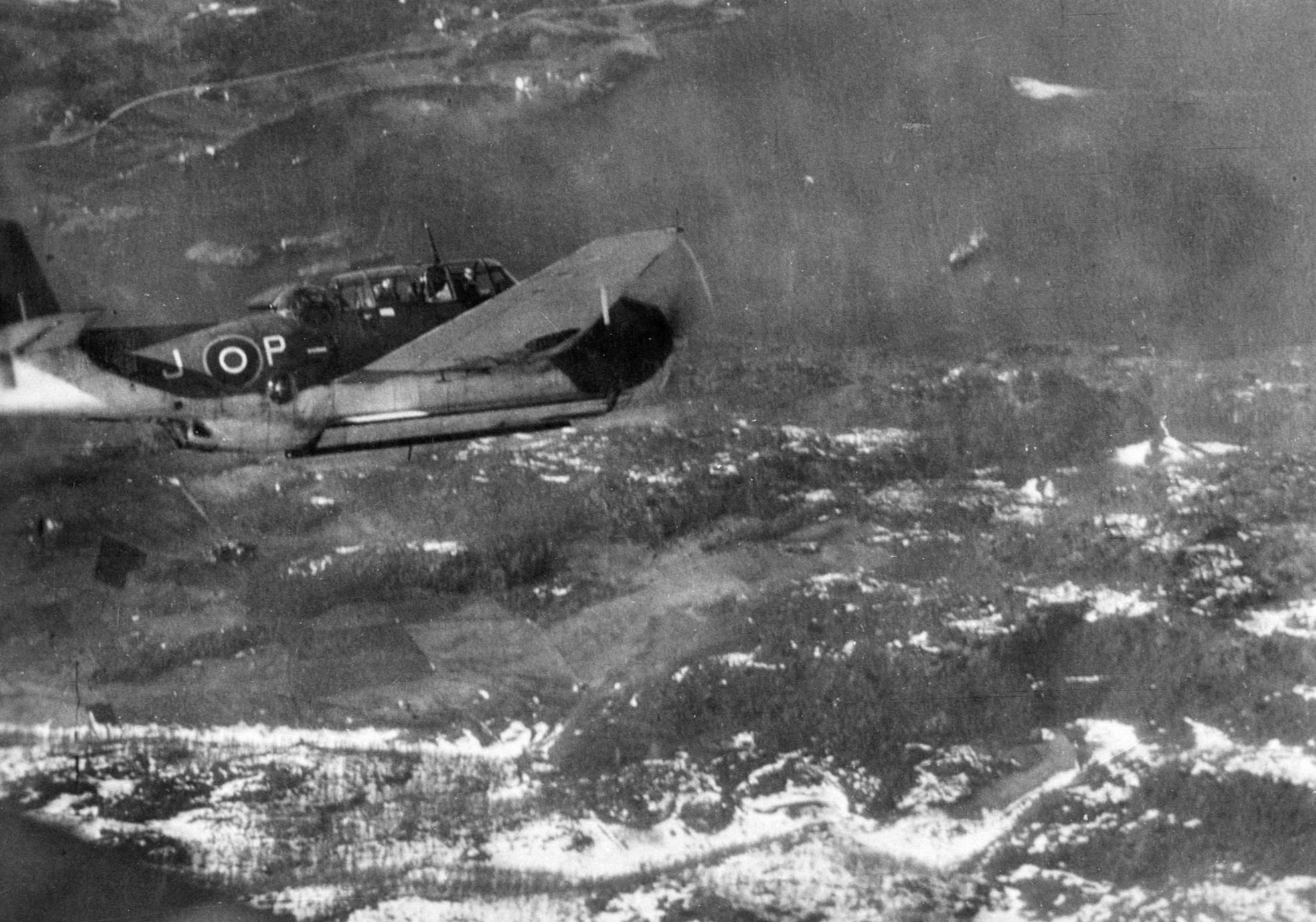
Avenger Du 846 NAS (1944-45)

Le HMS Tracker a été endommagé en juin 1944 lors d'une collision avec la frégate canadienne HMS Teme (K458) (en) alors qu'il faisait partie de l'écran naval pour le débarquement de Normandie. L'escadron a rejoint le 15 Group RAF Coastal Command, en Irlande du Nord. Plus tard, il fut affecté au HMS Trumpeter (D09), posant principalement des mines au large de la Norvège jusqu'en septembre 1944. En décembre, un détachement fut formé et transféré au HMS Premier (D23) (en) pendant quelques jours. Le reste de l'escadron vola avec le HMS Trumpeter ou du RNAS Hatston dans les Orcades jusqu'en mai 1945. Le 4 mai 1945, douze avions Avenger et quatre Wildcat de l'escadron participèrent à l'Operation Judgement, Kilbotn (en), le dernier raid aérien de la guerre en Europe.
L'aviation de chasse a été dissoute après la fin des hostilités en Europe. Le 846 NAS est alors affecté au 4th Carrier Group et doit se déployer en Extrême-Orient à bord du porte-avions HMS Illustrious (R87). Cependant, un changement de plans a conduit l'escadron à devenir une unité d'essais. Il a été renuméroté 751 NAS et a été dissout à Machrihanish, en septembre 1945.

### Bornéo
Le 846 NAS a été reformé en 1962 en tant qu'escadron Commando équipé du Westland Whirlwind HAS7. Il a été déployé à Bornéo à bord du porte-avions commando HMS Albion (R07) (en) et a volé en soutien d'actions contre la guérilla lors de l' affrontement Indonésie-Malaisie. Les unités de l'armée britannique ont donné au 846 NAS le surnom de « Junglies » à Bornéo, que l'escadron a conservé jusqu'à aujourd'hui.

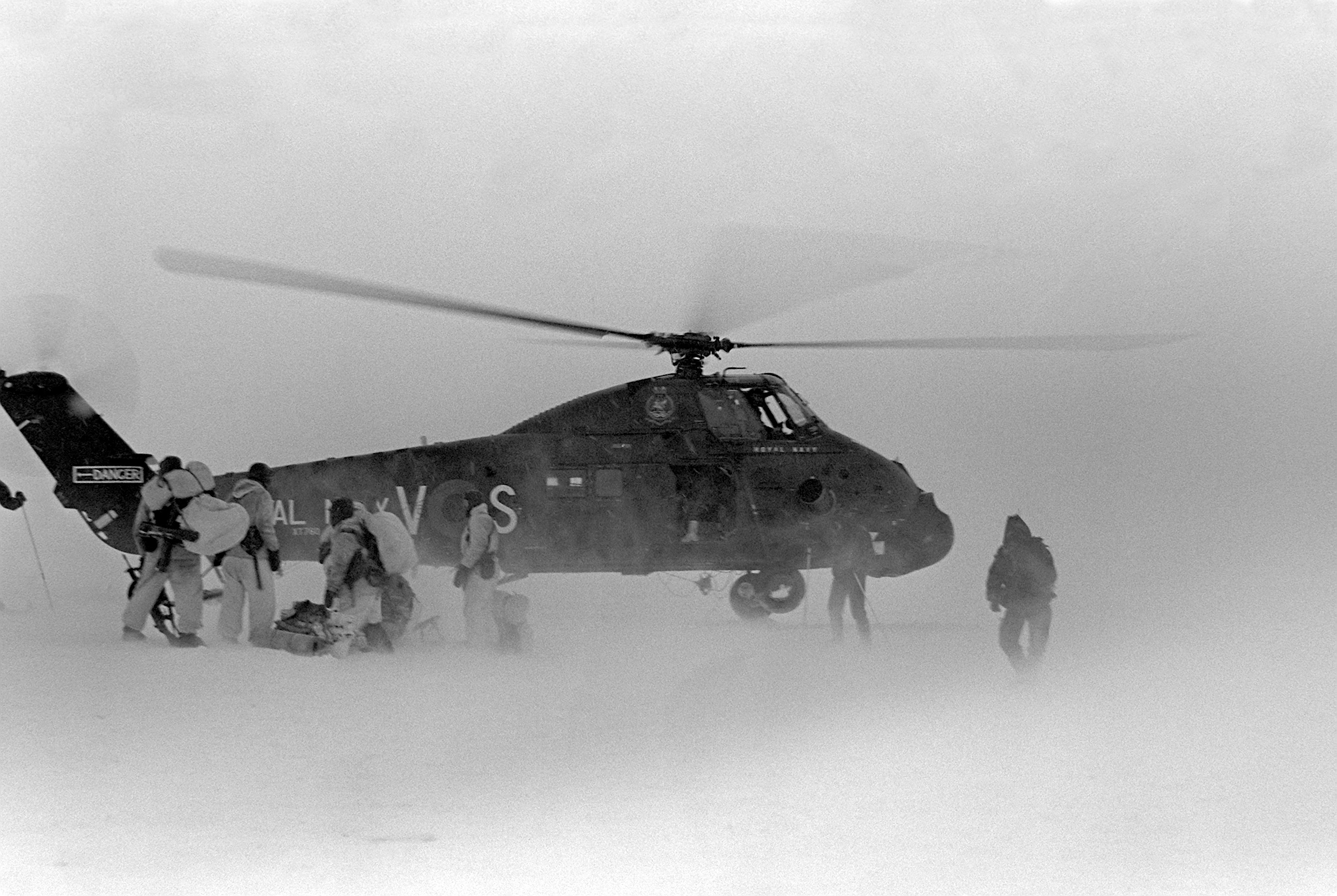
Un Wessex HU5 de 846 NAS, Norvège, 1981

Après son retour de l'Extrême-Orient, le 846 NAS a de nouveau été dissout, pour être reformé en 1968 au RNAS Culdrose et équipé du Westland Wessex HU5. Il s'est déployé à bord du LPD HMS Fearless (L10) et a mené des essais par temps froid en Norvège. En mai 1972, l'escadron a été transféré au RNAS Yeovilton en tant que quartier général et escadron d'essais du Wessex. En février 1979, l'escadron est déployé à bord du porte-avions commando HMS Bulwark (R08) et a commencé à se convertir au Westland Sea King HC4.

### Guerre des Malouines
En avril 1982, Le 846 NAS embarque à bord du porte-avions HMS Hermes (R12) dans le cadre de la force opérationnelle de la Royal Navy lors de la guerre des Malouines. Il effectua, sur le Sea King , plus de 2.800 heures de vol et 10.000 mouvements de troupes individuelles et transporté plus de 81.600 tonnes de fret. En 1983, des détachements sont déployés à bord des porte-avions HMS Hermes et HMS Invincible (R05). À la fin de 1983, un détachement a été déployé à bord du HMS Fearless sur la côte libanaise pour le retrait éventuel des ressortissants britanniques et des troupes de Beyrouth pendant la guerre civile libanaise.

### Guerre du Golfe

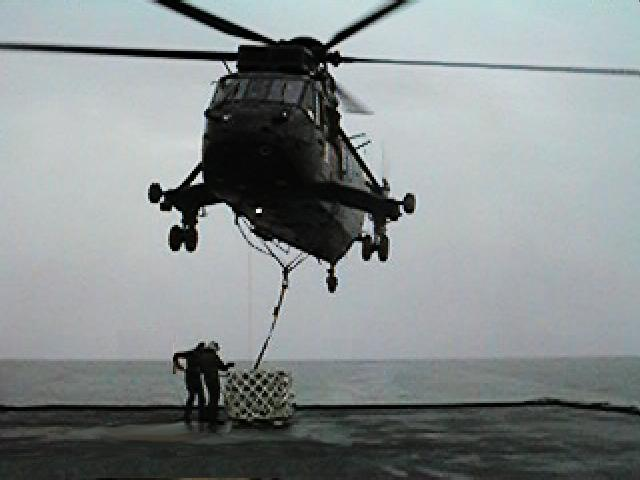
Un Sea King de 846 NAS soulevant une charge pendant l'exercice "Ocean Wave '97"

En 1990, Le 846 NAS ont participé à la guerre du Golfe. En six semaines, l'escadron a effectué un total de 1.200 heures de vol en appui aux forces terrestres alliées. Après la fin des hostilités, l'escadron s'est déplacé vers le nord de l'Irak pour apporter une aide humanitaire aux Kurdes.
Un élément du 846 NAS est également resté sur le théâtre après la guerre du Golfe pour aider aux opérations de déminage, aux côtés d'un élément du 845 NAS. Puis ils ont ensuite été déployés au Bangladesh à bord de RFA Fort Grange pour aider à l'effort de secours après le cyclone Gorky de 1991 dans le cadre de l'Opération Manna.

### Guerre en Yougoslavie
En janvier 1993, le 846 NAS s'est déployé jusqu'en mars à bord du porte-avions HMS Ark Royal (R07) vers l'Adriatique dans le cadre des opérations de l'ONU en Yougoslavie. Peu de temps après son retour au Royaume-Uni, l'escadron a été déployé en Irlande du Nord pour remplacer le 707 Naval Air Squadron (en) afin de fournir un soutien aux forces de sécurité. Il retourna dans les Balkans pour fournir un appui aérien à la Division multinationale-SW (SFOR), alors commandée par les Britanniques, en Bosnie. Ce déploiement a duré jusqu'en 2002.

### Afghanistan
Depuis 2007, les 10 hélicoptères Sea King HC4+ du 846 NAS sont fortement engagés dans les provinces de Kandahar et de Helmand en Afghanistan en soutien à la 3 Commando Brigade du Royal Marines.

### Aujourd'hui
Le 846 NAS a été rééquipé de l'AgustaWestland Merlin HC3 le 30 septembre 2014 à RAF Benson (en).L'escadron est retourné à son domicile habituel de RNAS Yeovilton en mars 2015. Au 12 mars 2019, le 846 NAS avaient reçu le premier de ses hélicoptères Merlin HC4, marquant une autre étape majeure dans la transition de la Royal Air Force à la domination de la Royal Navy pour le transport de Commando en cas de conflit.

## Aéronefs exploités
L'escadron, durant sa carrière, a exploité une variété d'avions et de versions différentes :
- Grumman Avenger I & II
- Grumman Wildcat V & VI
- Westland Whirlwind HAS.7
- Westland Wessex HU.5
- Westland Sea King HC.4 & HC.6
- AgustaWestland Merlin HC3/13 & HC13/HC4